# Barichara
Barichara – miasto w Kolumbii, w departamencie Santander.